# Дубенские
Дубенские — древние русские дворянские роды.
При подаче документов в 1686 году для внесения рода в Бархатную книгу была предоставлена родословная роспись Дубенских.

## Происхождение и история рода
Дьяк Фёдор Дубенский был послом Дмитрия Шемяки к хану Улу-Мухаммеду (1445). Внук его Михаил Евстафьевич был в числе детей боярских, сопровождавших в Литву княжну Елену Ивановну (1495). Андрей и Иван Реполовы служили по Можайску и записаны в Дворовой тетради (1550). Иваны Большой и Меньшой, Семён и Фёдор Никитичи Дубенские записаны по Московскому уезду (1552). Андрей и Иван Михайловичи поручились по князю И. Д. Бельскому (1562), а Матвей Иванович по князю И. Ф. Мстиславскому (1571). Ратный голова Илья Никифоровичи помещик Новгородской области (1565), воевода на Соколе (1578). Александр и Матвей Ивановичи, Иван и Фёдор Никитичи помещики в Коломенском уезде (1577). Рязанские помещики Семён Перфильевич и Прокофий Семенович (1590), Фёдор и Никифор Семёновичи (1648). Многие из их потомков в XVI и XVII в. были стольниками и воеводами. Род этот внесен в VI часть дворянской родословной книги Пензенской губернии. Герб рода Дубенских внесен в Часть 6 Общего гербовника дворянских родов Всероссийской империи, стр. 89.
Другой род Дубенских происходит от владимирского сына боярского Афанасия Никифоровича Дубенского, пожалованного поместьями во Владимирском уезде (1579). Василий Фёдорович владел поместьем в Курмышском уезде (1651), а Михаил Иванович в Можайском уезде (1647). Дубенская Афросинья была постельницей у царицы (1659—1665). Его потомство внесено в VI часть родословной книги Владимирской и Московской губернии. Герб этого рода Дубенских внесён в Часть 9 Общего гербовника дворянских родов Всероссийской империи, стр. 20.
Владели населёнными имениями двадцать представителей рода (1699).
Два рода Дубенских восходят к началу XVII века и внесены в VI часть родословной книги Владимирской и Рязанской губерний.
Остальные три рода Дубенских нового происхождения.

## Известные представители
- Дубенский Лука Иванович — воевода в Казанском походе (1544).
- Дубенский Иван Никитич Меньшой — наместник в Рославле (1563).
- Дубенские Федор Никитич и Иван Никитич Большой — подписались (02 июля 1566) под приговором Земской думы о войне с Польшей.
- Дубенский Илья Никифорович — осадный воевода в г. Сокол (1578).
- Дубенский Яков Фёдорович — воевода в Темникове (1615).
- Дубенский Андрей — пожалован государевым жалованием за приезд из Енисейского острога со списками и чертежами (1624), ставил новый острог на Красном Яру (1625).
- Дубенский Иван Иванович — владимирский городовой дворянин (1627—1629).
- Дубенский Матвей Матвеевич — коломенский городовой дворянин (1627—1629).
- Дубенский Гавриил Федорович — погиб от раны, полученной при осаде Смоленска (1634).
- Дубенский Лука Иванович — воевода в Царёвосанчурске (1651), московский дворянин (1658—1677).
- Дубенский Василий Федорович — московский дворянин (1668—1677).
- Дубенский Борис Лукин — стряпчий (1676), стольник (1690—1692).
- Дубенские: Родион и Тимофей Васильевичи, Илья Дмитриевич, Иван Михайлович, Дмитрий Лукин, Василий Иванович — стольники (1680—1692).
- Дубенские: Иван и Митрофан Яковлевичи, Михаил Иванович, Дмитрий Афанасьевич — московские дворяне (1692).
- Дубенский Алексей Дмитриевич — стряпчий (1692)[3][4][5][6].
- Дубенский, Алексей Никифорович — полковник, воевода в Вятке в 1750—1755.
- Дубенский, Андрей Ануфриевич (XVII век) — воевода, основатель Красноярска.
- Дубенский, Дмитрий Никитич (? — 1863) — русский филолог и историк.
- Дубенский, Дмитрий Николаевич (1858—1923) — генерал-майор, писатель и издатель.
- Дубенский, Николай Порфирьевич (1779—1848) — российский государственный деятель, сенатор.
- Дубенский, Николай Яковлевич (1822—1892) — писатель по сельскохозяйственным вопросам и статистик.
- Дубенский, Пётр Николаевич (?—1854) — военный инженер, генерал-майор, командир Гренадерского сапёрного батальона, сын Н. П. Дубенского.
- Дубенский, Пётр Николаевич (псевдоним П. Вожин; 1864—1905) — подполковник, журналист.
- Дубенский, Порфирий Николаевич (1808—1861) — гвардии полковник, Пензенский губернский предводитель дворянства, сын Н. П. Дубенского.
- Дубенский Валерий Евгеньевич (1956—2022) Майор МВД.

## Описание гербов

#### Герб Часть VI. № 89.
В щите, имеющем голубое поле изображено дерево золотой дуб с тремя желудями.
Щит увенчан дворянскими шлемом и короной. Нашлемник: дуб с желудями. Намёт на щите голубой, подложенный золотом.

#### Герб. Часть IX. № 20.
Герб потомства Афанасия Никифоровича Дубенского, жалованного поместьями в 1579 году: щит разделен горизонтально на две части. В нижней части, в серебряном поле — дуб. Верхняя часть разделена перпендикулярно на три части. В средней части, в черном поле, золотой крест. В боковых частях, в красном поле, две горизонтальные золотые полосы и на них шпага, острием вверх. На гербе дворянские шлем и корона с тремя страусовыми перьями. Намёт справа голубой, слева красный, подложен золотом.